# بیتیوم
بیتیوم (انگلیسی: Bittium) شرکت فناوری فنلاندی است، که در سال ۱۹۸۵ تأسیس شد.